# Станчо Чолаков
Станчо Григоров Чолаков е български политик от „Звено“.

## Биография
Роден е на 25 януари 1900 г. в село Никюп. Първоначално образование получава в родното си село. Години по-късно става учител. През 1925 г. завършва стопански науки в град Варна, а през 1928 г. държавни науки в Берлин. В периода 1928 – 1944 г. преподава във Висшето търговско училище (днес ВИНС) във Варна. От 1937 г. е професор, а между 1939 и 1943 г. главен редактор на списание „Икономист“.
През 1934 година Чолаков е сред активните участници в подготовката на Деветнадесетомайския преврат. Като член на Отечествения фронт е арестуван и интерниран. След 9 септември 1944 е върнат и става министър на народното просвещение при Кимон Георгиев, а след това е министър на финансите. При промени в кабинета на 31 март 1946 година е отстранен от този пост, след като съветското правителство го критикува като защитник на частната собственост.
За няколко месеца е управител на БНБ. От октомври 1944 г. е подпредседател на Централното управление на „Звено“. От 1944 до 1947 е председател на Съюза на заклетите експерт-счетоводители. От 1952 г. до смъртта си преподава финанси на капиталистическите държави във Висшия икономически институт „Карл Маркс“ (УНСС). Достига до длъжност ректор на ВИНС.

## Трудове
- „Курс по финансово стопанство“ (1935)
- „Данъкът като отношение между държавата и лицата“ (1936)
- „Записки по стопанска география. Лекции“ (1936)
- „Наука за общинското самоуправление“ (1936)
- „Обществено-стопанска характеристика на българската индустрия“ (1936)
- „Търговските дългове на България в системата на земната политика“ (1938)
- „Доходната структура на земеделскиите ни стопанства“ (1938)
- „Наука за стопанското предприятие и неговият баланс“ (1938)
- „Финансова политика. Ч. II. Дълговете на България“ (1939)
- „Данъчното напрежение на един народ в мирно и във военно време“ (1940)
- „Курс по наука за финансовото стопанство. Т. I-III“ (1947)
- „Курс по финансово стопанство. Т. IV“ (1947)